# 东京福祉大学短期大学部
东京福祉大学短期大学部（日语：／ Tokyo Fukushi Daigaku Tanki Daigakubu *）是一所位于日本群马县伊势崎市的私立短期大学。

## 概要

### 简介
- 东京福祉大学成立于2000年[1]。短期大学为于2006年开办[1]、由学校法人茶屋四郎次郎记念学园即东京福祉大学经营。

### 历史
- 2006年 东京福祉大学短期大学部成立并同时设置儿童学科[1]。
- 2007年 函授教育课程[注 2]成立。

### 宪章
- 请参看东京福祉大学短期大学部的标志（页面存档备份，存于） （日語） 2013年11月21日阅览。

## 学校环境
- 校区：在群马县伊势崎市

## 历任校长
- 藤田伍一：现在短期大学校长[2]

## 组织

### 学科
- 儿童学科[注 1]
  - 第一部
  - 函授教育课程[注 2]

### 专科
| - 没有 |

### 业余课程
| - 没有 |

## 相关链接
- 日本短期大学列表
- 东京福祉大学：成立于2000年。